# Carlos V (1898)
El Carlos V era un crucero acorazado que pertenecía al programa naval del Almirante Rafael Rodríguez Arias. El dinero previsto para construir torpederos se destinó a la construcción de un crucero de 9000 toneladas, derivando este crucero de los británicos de la clase Blake. Dicho crucero sobresalía por su gran autonomía, mientras adolecía por tener poca coraza, montando solamente durante sus primeros días de vida 4 piezas de García Lomas de 100 mm.

## Diseño

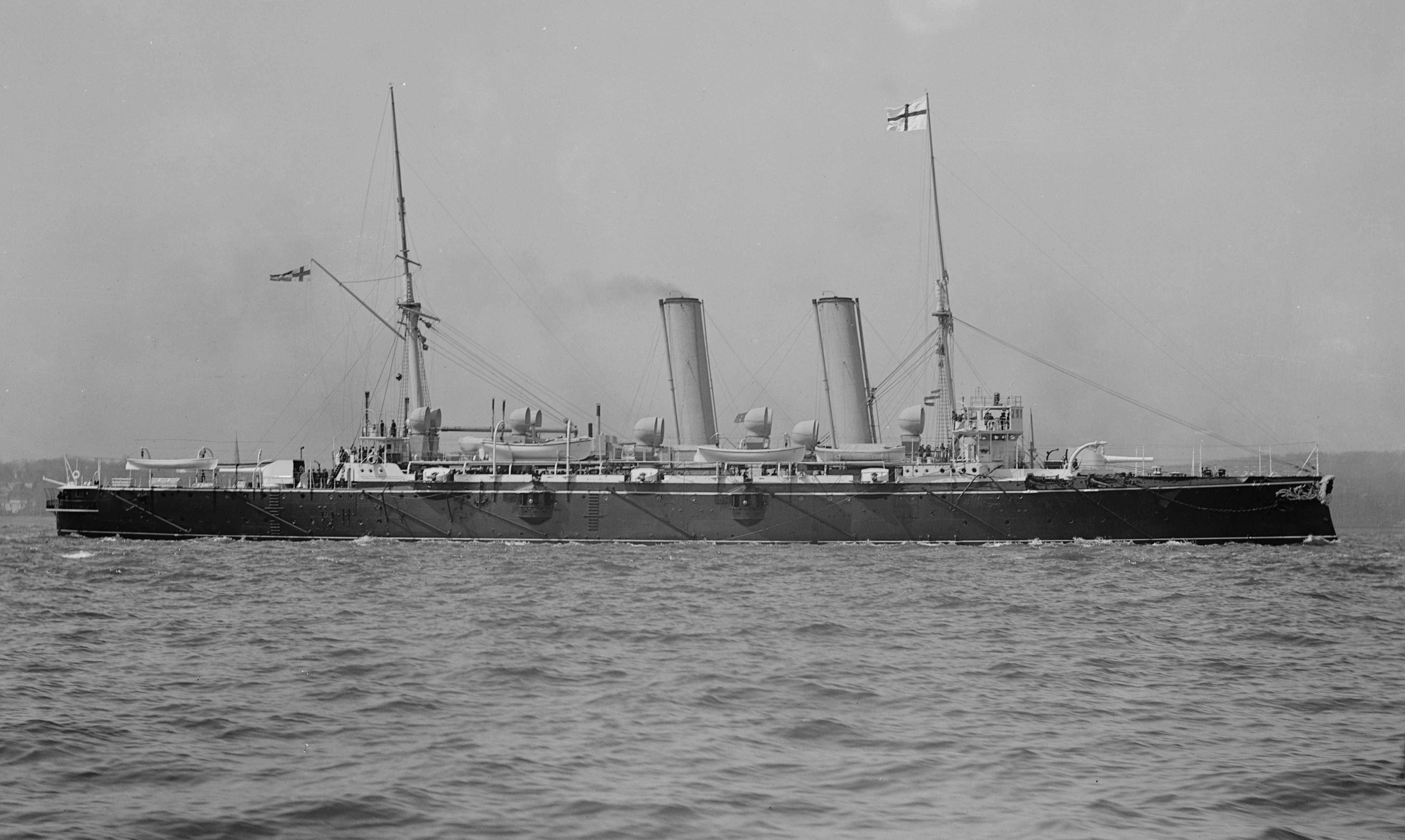
El HMS Blake, de la clase Blake inglesa y en la cual se basaba el crucero Emperador Carlos V español.

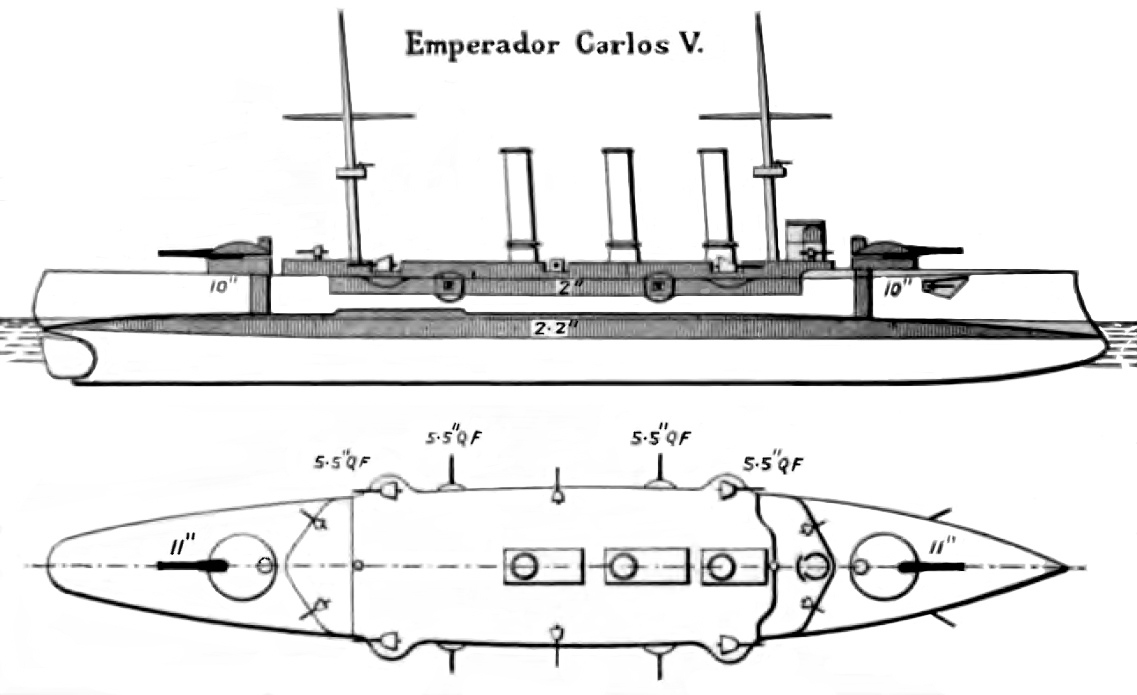
Diagrama del Emperador Carlos V.

El crucero Emperador Carlos V fue construido en el astillero naval de Cádiz en España, era el barco más grande construido en los astilleros españoles en esa época. Fue iniciado en 1892, botado el 13 de marzo de 1895 y terminado el 2 de junio de 1898. Era el único miembro de su clase. Sus calderas y maquinaria eran de construcción española, sus armaduras alemanas, sus postes de popa y popa británicos, y sus torretas, que se instalaron en Le Havre, Francia, en 1897, eran francesas. Tenía tres embudos y estaba débilmente blindado, confiando principalmente en su cubierta blindada para protegerse. Sus cañones principales de 11 pulgadas (280 mm) estaban montados hacia adelante y hacia atrás en barbetas con capucha en la línea central. Uno de sus puntos fuertes fue considerado su gran rango de autonomía.
Como curiosidad, el día anterior a su botadura se hundió el crucero Reina Regente debido a que su capitán forzó realizar una travesía cruzando el estrecho de Gibraltar en medio de una tormenta para poder asistir presencialmente a la ceremonia de la botadura. Murió la dotación completa del buque, 420 marineros y oficiales.

## Historial

### Guerra Hispano-Estadounidense

Perfil del Carlos V con su aspecto en 1897.

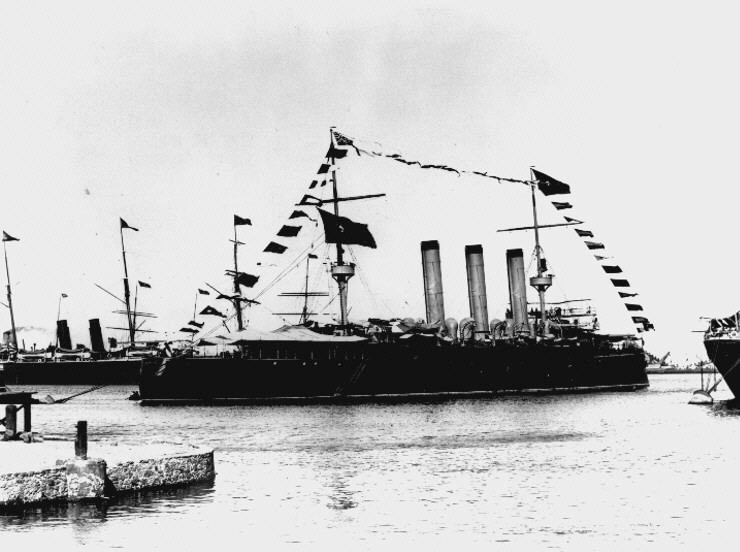
El Carlos V en 1898, en el canal de Suez.

El Emperador Carlos V era nuevo y aún no estaba operativo cuando estalló la Guerra Hispano-estadounidense en abril de 1898. Durante la guerra, se planeó un contragolpe que aliviara la situación del Almirante Cervera y de paso realizar algún bombardeo sobre la costa estadounidense. Para llevar a cabo tal contraataque, el elegido fue el almirante Manuel de la Cámara Livermore.
Se trataba de crear dificultades a los estadounidenses, con los buques que quedaban en España, y posibilitar alguna victoria que elevase la moral española. Para ello se iban a crear tres divisiones navales que pudieran desconcertar al enemigo:
- la 1.ª División estaría al mando del propio Cámara, y estaría compuesta por el crucero Carlos V, los cruceros auxiliares Meteoro, Patriota y Rápido, así como el aviso Giralda;

- la 2.ª División estaría al mando del capitán de navío José Ferrándiz, y estaría compuesta por el acorazado Pelayo, el acorazado-guardacostas Vitoria y los destructores Audaz, Osado y Proserpina;

- la 3.ª División estaría mandada por el capitán de navío José Barrasa, compuesta únicamente de tres cruceros auxiliares, el Buenos Aires, el Antonio López y el Alfonso XII.

Debido a la corta autonomía del acorazado Pelayo y de la Vitoria, la 2.ª División haría una maniobra diversiva, navegando unos días en dirección al teatro de operaciones del Caribe, cambiando el rumbo posteriormente para regresar a aguas nacionales y proteger las costas españolas de un posible ataque estadounidense, uniéndosele el crucero protegido Alfonso XIII, una desgraciada copia española del desaparecido Reina Regente.
La 1.ª División, en la que se integraba el Carlos V, se dirigiría hacia las islas Bermudas, donde recibiría órdenes e informes, para iniciar posteriormente un ataque contra la costa este estadounidense, dirigiéndose hacia el norte, rumbo a Halifax, en Canadá, dominio británico, para recibir nuevas instrucciones, y dirigirse después al mar Caribe, cayendo sobre las islas Turcas.
La 3.ª División debería dirigirse hacia la zona del Cabo San Roque, en Brasil, y desde allí dedicarse a hostigar el tráfico mercante enemigo.
Esta acción no se llegaría a producir, entre otros motivos por las presiones británicas, que no deseaban la extensión de la guerra a todo el Atlántico.
Con posterioridad, se formaría otra escuadra con órdenes de dirigirse a Filipinas al mando del almirante Cámara. Sería retenida en el canal de Suez hasta lo indecible, mientras que el magnate de la prensa W. Hearst daba la orden a un enviado suyo de que adquiriese un buque para hundirlo en el lugar donde pudiera obstaculizar el paso de la escuadra española.
Finalmente, tras muchos contratiempos, la destrucción de la escuadra del almirante Cervera y el temor a un ataque sobre las costas españolas hizo que la escuadra de Cámara retornase a toda prisa a la Península.

### SigloXX

Perfil del Carlos V con su aspecto en 1910.

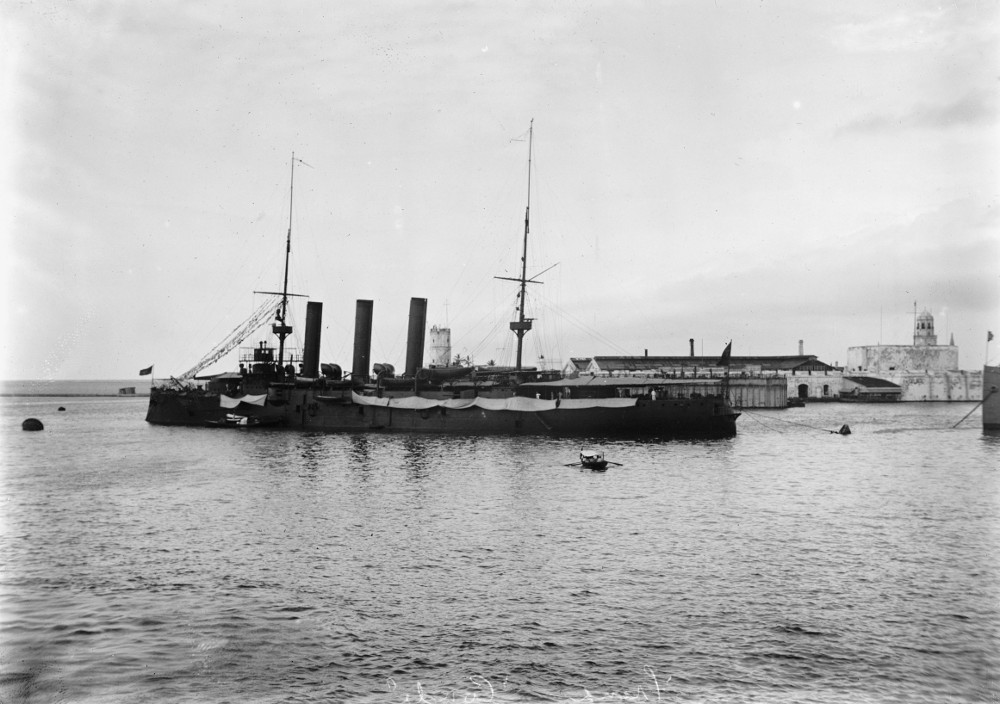
El Carlos V en 1914.

En 1900, por Decreto del 18 de mayo del Ministerio de Marina, se describió técnicamente la situación de los buques de la Armada en ese momento y se dieron de baja 25 unidades por considerarse ineficaces. Respecto al Carlos V:

El Carlos V, aunque calificado alguna vez de acorazado, no se puede considerar, en verdad, sino como crucero, débilmente protegido, por su escasa faja blindada de 150 milímetros, y al mismo tiempo de escasa acción ofensiva, pero su velocidad efectiva de 19 millas, y su radio de acción, lo hacen de utilidad indudable en una campaña, al amparo de otros buques de combate, y mientras conserve su andar. [...] Art. 3.° Con los créditos consignados en el presupuesto vigente para el sostenimiento del personal de los buques cuyo desarme se expresa en el art. 1.°, se completarán y aumentarán las dotaciones del Pelayo, Carlos V, Numancia, Vitoria y Nautilus, cuanto permitan los alojamientos actuales y los que prudentemente puedan además construirse, tanto para Oficiales como para Maquinistas, Contramaestres Condestables y demás clases subalternas, con objeto de que se dediquen a la Instrucción de sus dotaciones, verificando continuas navegaciones y ejercicios de todas clases.

En diciembre de 1903, con motivo de una visita a Portugal del rey Alfonso XIII, formó parte de una escuadra compuesta por los cruceros protegidos Carlos V, Cardenal Cisneros y el destructor Audaz, que fondeó en la desembocadura del Tajo en Lisboa.
En 1911, estuvo en Argentina con motivo de la celebración de la independencia del país.
En 1913, comandado por Joaquín Cristelly y Laborda, zarpó con destino a Veracruz, México, a donde arribó el 12 de diciembre. El 7 de enero de 1914, el mando del buque le fue transferido a Salvador Buhigas y Abad.
Durante varios meses de 1914, y particularmente los días 20, 21 y 22 de abril, estuvo presente en la Ocupación estadounidense de Veracruz de 1914 con la finalidad de proteger los intereses españoles en México.
También estuvo unos días en Tampico, al menos el 9 y 10 de abril de 1914, ofreciendo ayuda a refugiados españoles.
"el crucero «Carlos V» había zarpado de Veracruz para Tampico, adonde también se dirigirá el buque almirante inglés HMS Essex, á fin de proteger á los subditos españoles é ingleses allí residentes".

#### Ocupación estadounidense de Veracruz de 1914

Vista del fuerte de San Juan de Ulúa, Veracruz (México), intervención estadounidense de 1914. El crucero español Carlos V (izquierda) y los buques estadounidenses ' (derecha) con el ', con casco blanco, abarloado a su costado de babor. Fecha entre mayo y septiembre de 1914.(Fuente: Naval History and Heritage Command)

Perfil del Carlos V con su aspecto en 1920.

En cuanto a sus Diarios de Navegación relacionados con su presencia en Veracruz en abril de 1914, hasta ahora (marzo de 2016) sólo ha sido localizada una página con el título "Acaecimientos del 22 de abril de 1914", la cual dice así:
- 330 -
- Del puerto a la rada de Veracruz -
Acaecimientos
- Enmendada de fondeadero [ver Nota 2] en la mañana del 22 de abril de 1914 -
A las 7-7 de la mañana probadas las máquinas principales y aparatos auxiliares se empezó a levar ... [Bor.=Babor?] arriando al mismo tiempo las estachas [ver Nota 1] de popa dadas en substitución de los cables de acero. A las 7-15 con ella arriba, se empezó a levar ... [Er.=Estribor?] continuando arriando las estachas de popa; y a las 7-30 con ... [Er.?] también arriba se hizo la ciaboga y gobernando por entre los barcos fondeados en el puerto, nos dirigimos fuera de malecones, y dejando libre el paso para el puerto dimos fondo en la rada a las 8-10 con ... [Bor.?] con 3 grilletes en 18 metros de agua.  Se saludó al cañón a una insignia estadounidense de Contralmirante también fondeada en la rada.  A las 8-20 se tocó llamada a la brigada de guardia restableciéndose el servicio de puerto.
... [firma ilegible] 
Notas a la transcripción
- Nota 1. Estacha = Cabo que desde un buque se da a cualquier objeto fijo.
- Nota 2. Enmendada de fondeadero = cambio de ubicación; no confundir con corrección a la bitácora.

### Últimos años
Finalmente, pasó sus últimos años en activo como buque escuela (desde 1916) de marinería y torpedistas. En 1923 quedó amarrado en el puerto de El Ferrol hasta que se dio de baja en 1931 y fue desguazado en 1933 en la ría de Bilbao.